# Lizos
Lizos é uma comuna francesa na região administrativa de Occitânia, no departamento dos Altos Pirenéus. Estende-se por uma área de 1,73 km². Em 2010 a comuna tinha 118 habitantes (densidade: 68,2 hab./km²).